# Catherine Spaak
Catherine Spaak (n. 3 aprilie 1945, Boulogne-Billancourt, Franța – d. 17 aprilie 2022, Roma, Italia) a fost o actriță, cântăreață și jurnalistă de origine franco-belgiană, naturalizată italiană.

## Biografie
Spaak este fiica scenaristului Charles Spaak, sora actriței Agnès Spaak și nepoata luptătoarei din rezistență Suzanne Spaak și a prim-ministrului belgian și ministrului de externe Paul-Henri Spaak.
A ajuns la roluri mici la o vârstă fragedă și a fost cunoscută ca o seducătoare asemănătoare Lolitei prin rolul principal din filmul I dolci inganni.
Curând s-a mutat la Roma, unde a continuat să construiască pe clișeul filmului cu alura inocenței. În același timp, presa de bârfe a relatat despre ea în acest fel, subliniind în mod constant că era nepoata prim-ministrului belgian. Ulterior a apărut în multe comedii italiene și a jucat și în teatru.
Filme Commedia all'italiana i-a permis să se impună pe ecran, alături de „monștrii sacri” Vittorio Gassman, Ugo Tognazzi sau Nino Manfredi, un personaj al unei adolescente moderne și îndrăznețe care a marcat imaginația epocii sale. Unele dintre filmele sale, Les Adolescentes, La Vie ardente, au fost legate de cenzura democrat-creștină.
A fost distribuită și în filme de nivel internațional. Apariția ei în producția de la Hollywood Hotel (1967), unde a jucat rolul iubitei lui Rod Taylor, cât și în filmul Cursă grea alături de Jim Brown și Lee Van Cleef.
La începutul anilor 1970 a intrat în jurnalism, intervievând diverse personalități publice și scriind pentru Corriere della Sera și multe alte ziare și reviste.

## Viața privată
A fost căsătorită cu actorii Fabrizio Capucci (1963-1971) și Johnny Dorelli (1972-1979). Din 1993 până în 2010, a fost căsătorită cu arhitectul Daniel Rey, iar din 2013 până în iunie 2020, a fost soția lui Vladimiro Tuselli.
Din prima căsătorie s-a născut o fiică Sabrina Capucci (n. 1963), care a devenit actriță.

## Filmografie selectivă

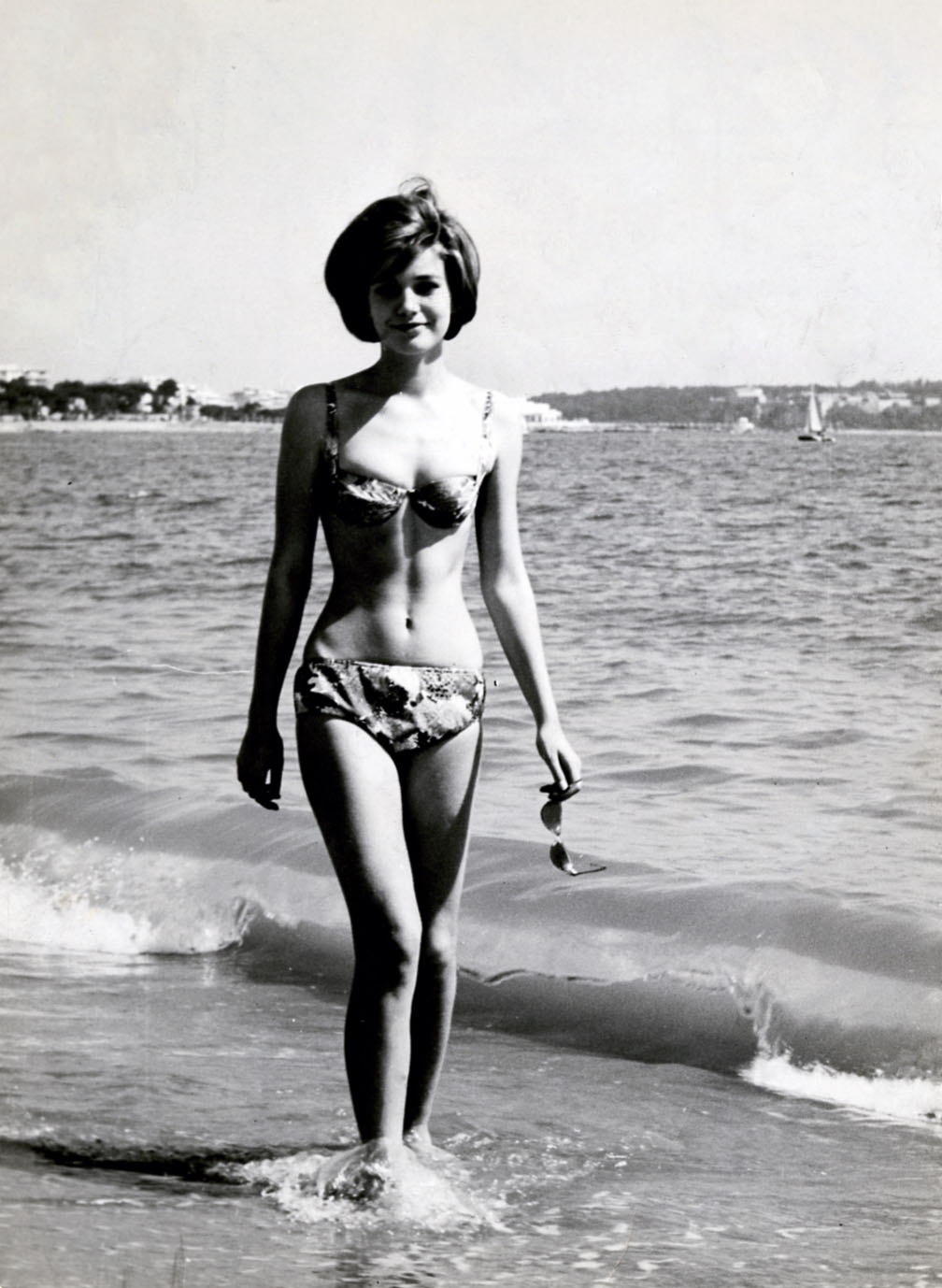
Catherine Spaak într-o pauză de filmări la Diciottenni al sole (1962)

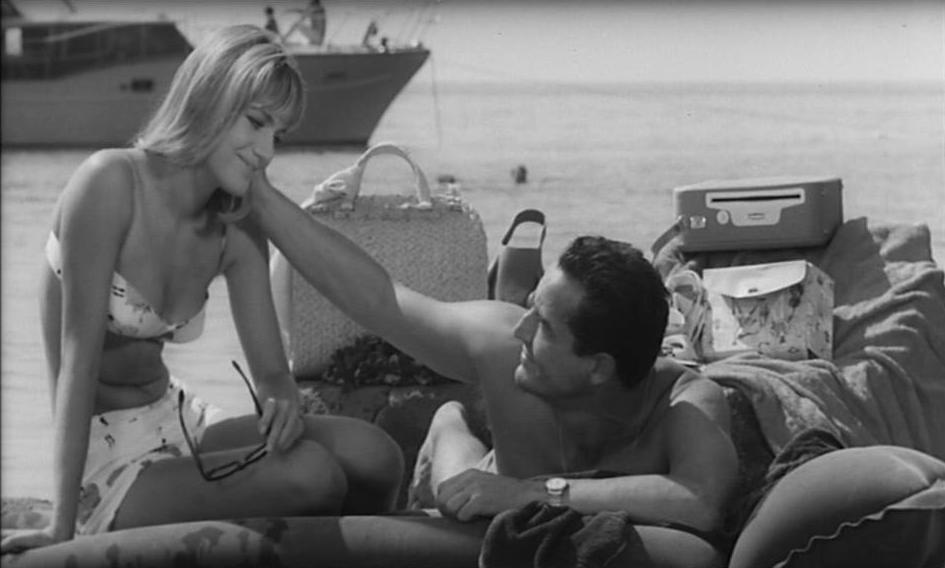
Catherine Spaak și Vittorio Gassman într-o scenă din Depășirea (1962)

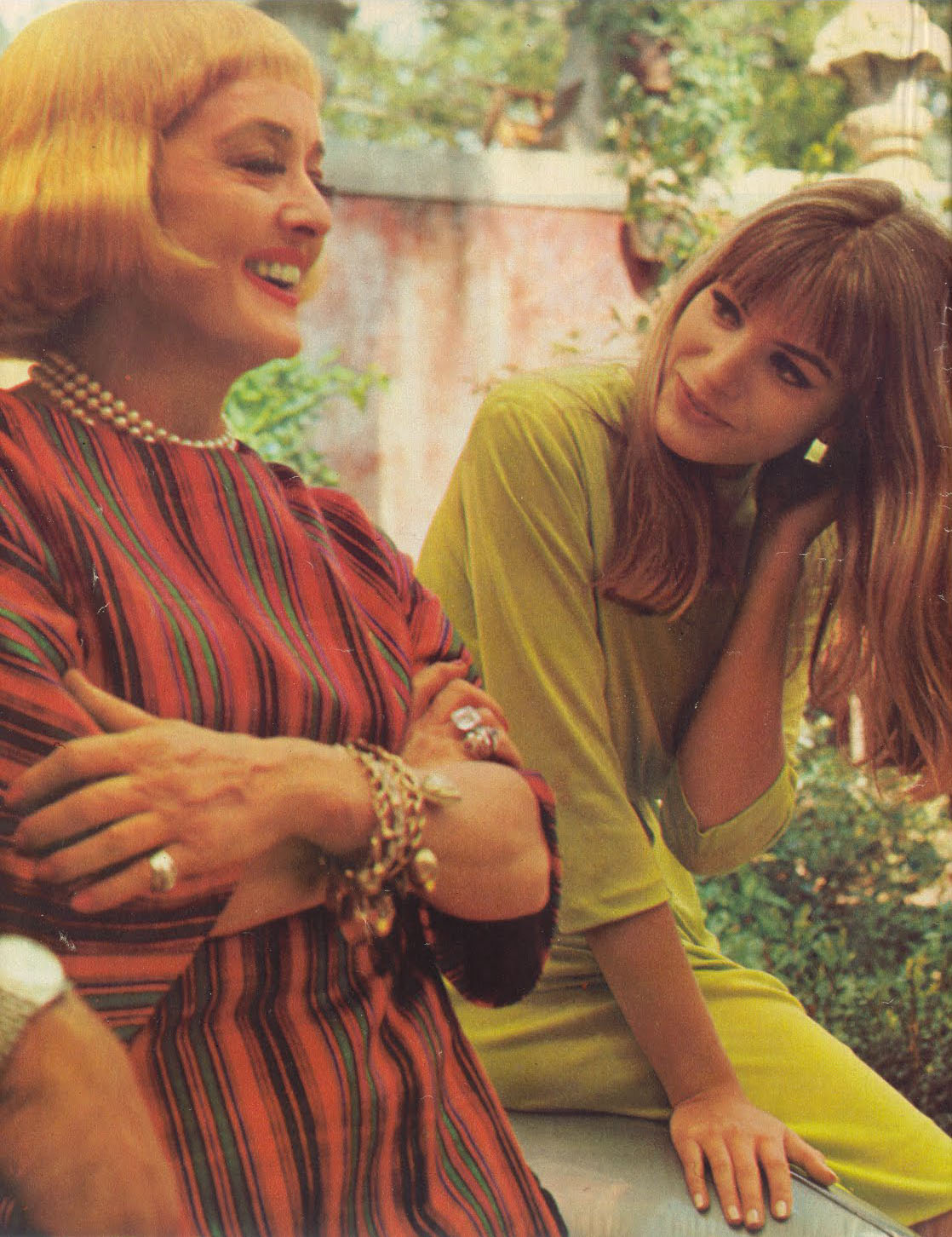
Bette Davis și Catherine Spaak într‑o pauză de filmări la La noia (1963)

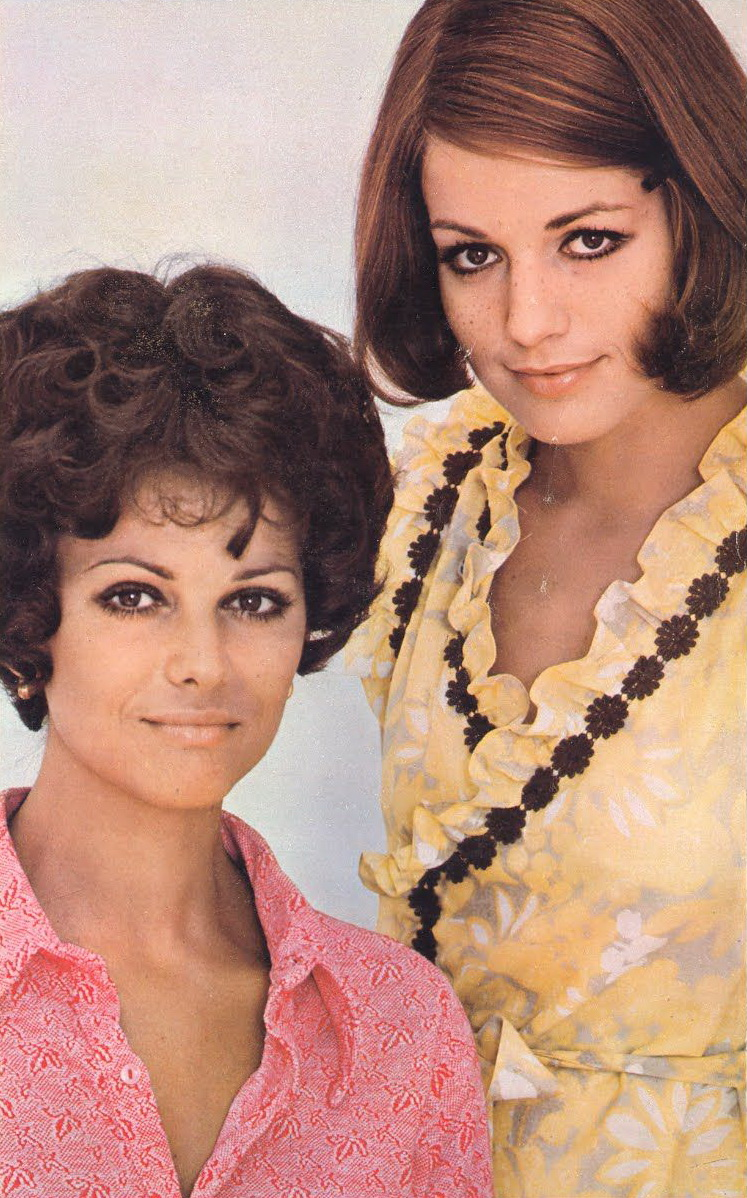
Claudia Cardinale și Catherine Spaak într-o filmare pe platoul de la Certo, certissimo, anzi... probabile (1969)

- 1959 Iarna (L'Hiver), regia Jacques Gautier
- 1960 Il carro armato dell'8 settembre, regia Gianni Puccini
- 1960 Groapa (Le Trou), regia Jacques Becker
- 1960 Dolci inganni, regia Alberto Lattuada
- 1962 Diciottenni al sole, regia Camillo Mastrocinque
- 1962 La voglia matta, regia Luciano Salce
- 1962 Depășirea (Il sorpasso), regia Dino Risi
- 1963 Viață fierbinte (La calda vita), regia Florestano Vancini
- 1963 Le monachine, regia Luciano Salce
- 1963 Plictisul (La noia), regia Damiano Damiani
- 1963 Fata din Parma (La parmigiana), regia Antonio Pietrangeli
- 1963 Le donne, episodul L'amore difficile, regia Sergio Sollima
- 1964 3 notti d'amore, regia Renato Castellani, Luigi Comencini și Franco Rossi
- 1964 Caruselul (La ronde), regia Roger Vadim
- 1964 Week-end la Zuydcoote (Week-end a Zuydcoote), regia Henri Verneuil
- 1965 L'uomo dei 5 palloni, episodul Oggi, domani, dopodomani, regia Marco Ferreri
- 1965 Mincinoasa (La bugiarda), regia Luigi Comencini
- 1965 Made in Italy, regia Nanni Loy
- 1966 Il marito è mio e l'ammazzo quando mi pare, regia Pasquale Festa Campanile
- 1966 Madamigella di Maupin, regia Mauro Bolognini
- 1966 Non faccio la guerra, faccio l'amore, regia Franco Rossi
- 1966 Adulterio all'italiana, regia Pasquale Festa Campanile
- 1966 Armata Brancaleone (L'armata Brancaleone), regia Mario Monicelli
- 1967 Hotelul (Hotel), regia Richard Quine
- 1968 Una ragazza piuttosto complicata, regia Damiano Damiani
- 1968 Noaptea e făcută pentru... a visa (La notte è fatta per... rubare), regia Giorgio Capitani
- 1968 Matriarhatul (La matriarca), regia Pasquale Festa Campanile
- 1969 Dacă e marți, e Belgia (If It's Tuesday, This Must Be Belgium), regia Mel Stuart
- 1969 Certo, certissimo, anzi... probabile, regia Marcello Fondato
- 1970 CuCu ce dragoste, cu câtă dragoste (Con quale amore, con quanto amore), regia Pasquale Festa Campanile
- 1971 Pisica cu nouă cozi (Il gatto a nove code), regia Dario Argento
- 1972 La schiava io ce l'ho e tu no, regia Giorgio Capitani
- 1972 Un uomo dalla pelle dura, regia Franco Prosperi
- 1972 Causa di divorzio, regia Marcello Fondato
- 1972 La sedia a rotelle (Un meurtre est un meurtre), regia Étienne Périer
- 1973 Cari genitori, regia Enrico Maria Salerno
- 1973 Storia di una monaca di clausura, regia Domenico Paolella
- 1974 La via dei babbuini, regia Luigi Magni
- 1975 Los pájaros de Baden-Baden, regia Mario Camus
- 1975 Cursă grea (Take a Hard Ride), regia Antonio Margheriti
- 1976 Febbre da cavallo, regia Steno
- 1976 Bruciati da cocente passione, regia Giorgio Capitani
- 1978 Per vivere meglio, divertitevi con noi, episodul Il teorema gregoriano, regia Flavio Mogherini
- 1980 Io e Caterina, regia Alberto Sordi
- 1980 Rag. Arturo De Fanti, bancario precario, regia Luciano Salce
- 1980 Il carnet di Armando, episodio I seduttori della domenica, regia Dino Risi
- 1981 Miele di donna, regia Gianfranco Angelucci
- 1984 Claretta, regia Pasquale Squitieri
- 1989 Scandalo segreto, regia Monica Vitti
- 2000 Tandem, regia Lucio Pellegrini
- 2002 Joy - Scherzi di gioia, regia Adriano Wajskol
- 2004 Promessa d'amore, regia Ugo Fabrizio Giordani
- 2004 Te lo leggo negli occhi, regia Valia Santella
- 2005 Dalla parte giusta, regia Roberto Leoni
- 2007 L'uomo privato, regia Emidio Greco
- 2009 Alice, regia Oreste Crisostomi
- 2012 I più grandi di tutti, regia Carlo Virzì
- 2014 Ti sposo ma non troppo, regia Gabriele Pignotta
- 2019 La vacanza, regia Enrico Iannaccone